# Skindergade (København)
Skindergade er en gade i Indre By, København. Den strækker sig over ca. 400 m fra Købmagergade i nordøst til Gammeltorv i sydvest.

## Historie
Gadens navn har rødder tilbage til 1400-tallet, hvor den var hjemsted for flere skindhåndværkere – remsnidere, pungmagere, sadelmagere og handskemagere.
I 1530'erne flyttede man slagterboderne fra Købmagergade til Skindergade, som i en overgang kom til at hedde Slagterboderne, indtil man til sidst fik dem flyttet til Vesterbro.

## Bygninger
Pressens Hus holder til i nr 5-7. Kunstnerkollegiet holder til i nr 34.
På nr 44 findes en mindesmærke over seks medlemmer af modstandsgruppen Holger Danske, som 26. februar 1945 blev arresteret i bygningen af Gestapo og henrettet 17. marts i Ryvangen: HANS BRAHE SALLING / SVEND BORUP JENSEN / LEO CHRISTENSEN / GEORG STOUGAARD / JØRN ANDERSEN / OLE MOSOLFF / KAJ OHLSEN, medlemmer af "Skindergade-gruppen". Gruppeføreren Kai Georg Gotfred Hansen blev også arresteret, men klarede som den eneste at bluffe sig fri, mens Lis Mellemgaard reddede livet fordi hun da var sengeliggende med halsbetændelse. Gruppen havde siden 1943 holdt til i urmagerforretningen i Skindergade 44. De vidste, at forretningen var under opsyn; men ifølge Mellemgaard var de alligevel skødesløse med sikkerheden. Danske hipofolk arresterede om morgenen 26. februar urmageren, satte sig i baglokalet og overmandede frihedskæmperne, efterhånden som de ankom. De blev kørt til Politigården, banket til uigenkendelighed og fængslet. Syv af dem blev efterfølgende dømt til døden og henrettet.